# Unstrutring
Der Unstrutring ist ein Flugplatzkurs auf dem Gelände des Flugplatz Obermehler-Schlotheim bei Schlotheim. Die in Thüringen gelegene, temporäre Motorsport-Rennstrecke wird einmal im Jahr für Amateurrennveranstaltungen benutzt.

## Geschichte

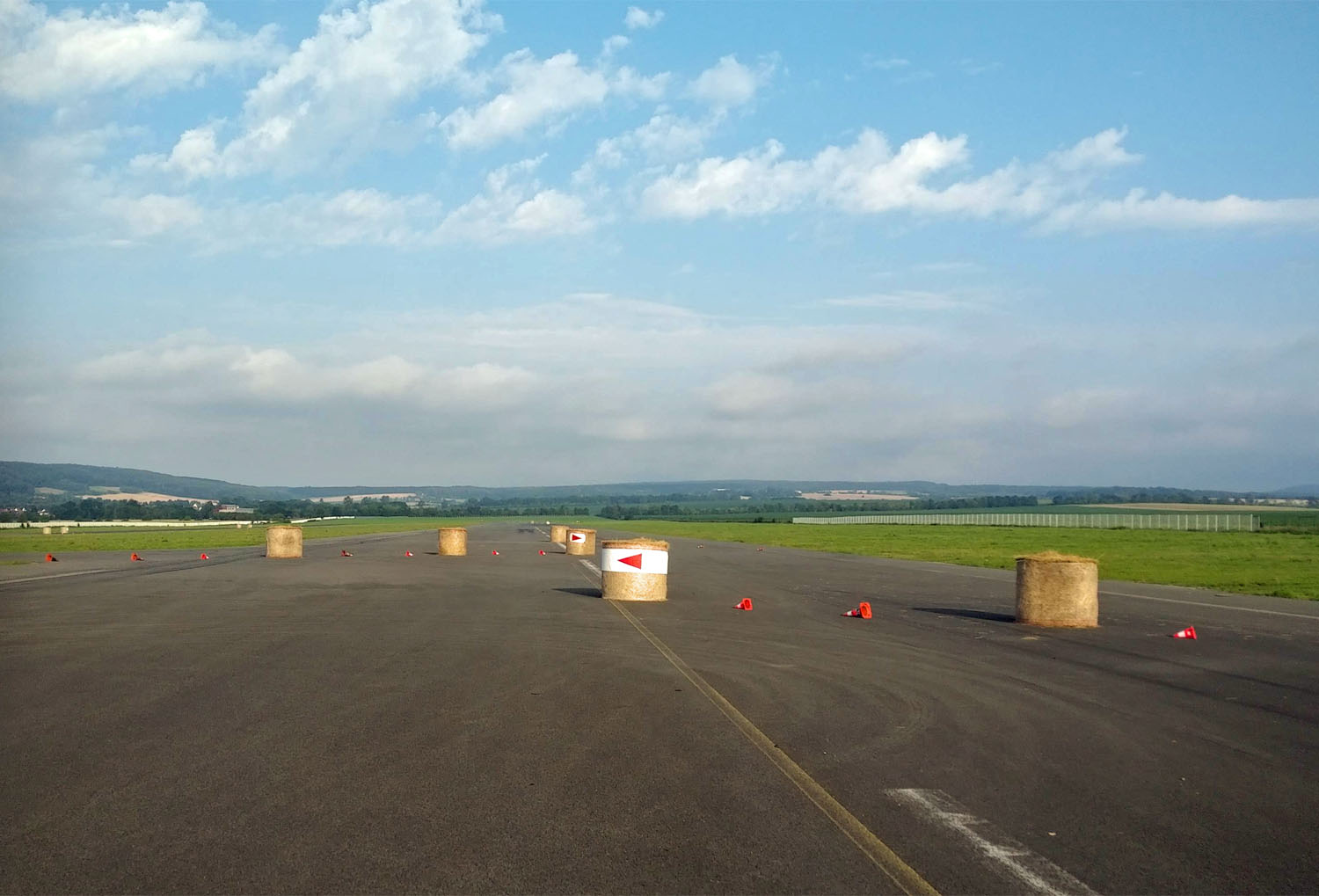
Schikane auf der Langvariante des Unstrutrings (Blick in Fahrtrichtung)

Die Rennen auf dem Flugplatzkurs werden seit etwa 2003 durchgeführt.

## Streckenbeschreibung
Start/Ziel der im Uhrzeigersinn befahrenen Kurzvariante befindet sich auf der Rollbahn des Verkehrslandeplatzes. Der westliche Teil der Start- und Landebahn wird als Gegengerade genutzt. Über eine Rollgasse auf deren Mitte wird dann eine Schleife auf dem Vorfeld befahren, die über eine S-Kurve wieder auf die Rollbahn zurückführt.
Auf dem Vorfeld ist auch das Fahrerlager untergebracht.
Für die lange Variante werden die gesamte Rollbahn und die gesamte Start- und Landebahn in ihrer vollen Länge entgegen dem Uhrzeigersinn benutzt. Zur Begrenzung der gefahrenen Geschwindigkeiten werden auf beiden Geraden jeweils vier temporäre Schikanen mit Strohballen und Pylonen abgesteckt.

## Veranstaltungen

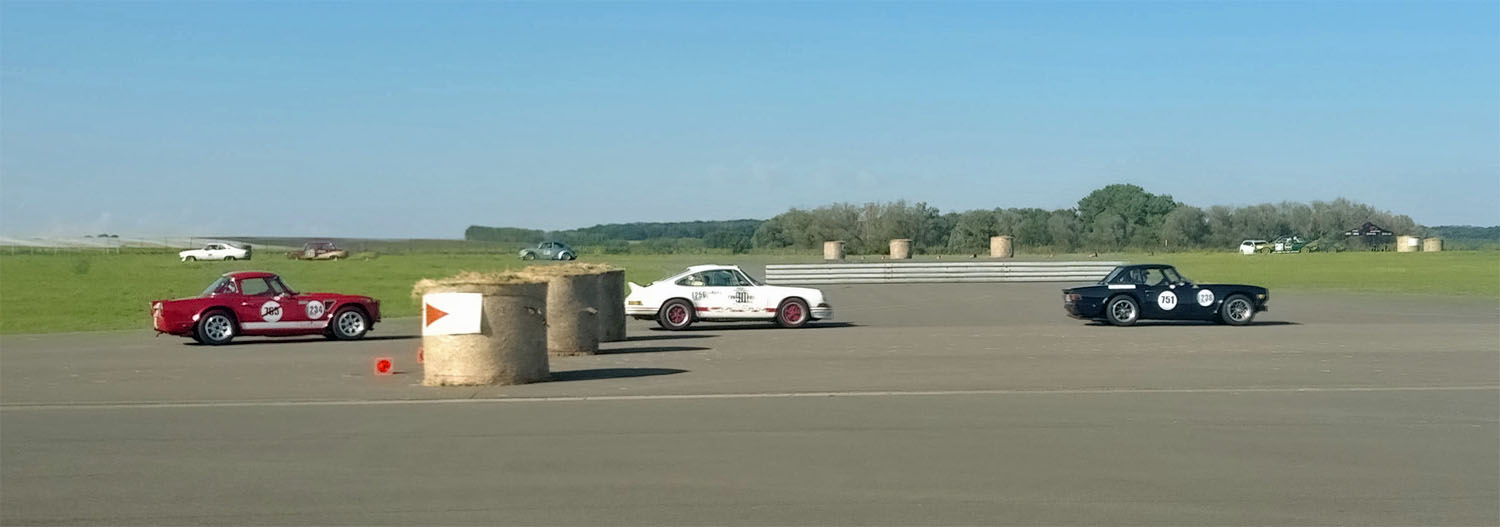

Veranstalter des seit 2003 einmal im Jahr stattfindenden Rennens ist der MSC Westpfalz im NAVC. Der Club richtet dort auf der Kurzvariante eine Runde der Deutschen Amateur Rundstreckenmeisterschaft/RSM aus. 2025 musste die als Saisonauftaktrunde geplante Veranstaltung wegen eines zu geringen Nennergebnisses der Serie abgesagt werden.
Seit 2021 findet auf der längeren Variante des Kurses mit dem "Classic Motor Weekend" eine historische Veranstaltung statt. Diese wird vom Verein J & K Automobiles Kulturgut GbR aus Kassel durchgeführt der in den Jahren zuvor eine ähnliche Veranstaltung auf dem Flughafen Kassel-Calden ausrichtete. Dabei starten zwei- und vierrädrige Oldtimer sowie Gespanne zu Demonstrationsläufen.